# پرسکوپولس (دهانه)
پرسکوپولس یک دهانه برخوردی در ماه‌ است.

## دهانه‌های اقماری
این دهانه ۹ دهانه اقماری دارد.
| Paraskevopoulos | عرض جغرافیایی | طول جغرافیایی | قطر          |
| --------------- | ------------- | ------------- | ------------ |
| E               | ۵۰.۶° N       | ۱۴۹.۴° W      | ۲۴.۰ کیلومتر |
| H               | ۴۹.۷° N       | ۱۴۷.۲° W      | ۴۸.۰ کیلومتر |
| N               | ۴۷.۲° N       | ۱۵۰.۸° W      | ۲۶.۰ کیلومتر |
| Q               | ۴۸.۶° N       | ۱۵۲.۳° W      | ۳۵.۰ کیلومتر |
| S               | ۴۹.۱° N       | ۱۵۴.۹° W      | ۶۷.۰ کیلومتر |
| R               | ۴۸.۶° N       | ۱۵۴.۷° W      | ۲۳.۰ کیلومتر |
| U               | ۵۰.۴° N       | ۱۵۴.۷° W      | ۳۰.۰ کیلومتر |
| Y               | ۵۳.۱° N       | ۱۵۰.۴° W      | ۴۶.۰ کیلومتر |
| X               | ۵۳.۶° N       | ۱۵۲.۲° W      | ۲۶.۰ کیلومتر |